# Zirconium(III)-fluorid
Zirconium(III)-fluorid ist eine chemische Verbindung des Zirconiums aus der Gruppe der Fluoride.

## Gewinnung und Darstellung
Zirconium(III)-fluorid kann durch Reaktion von hydriertem Zirconium mit einem Gemisch aus Fluorwasserstoff und Wasserstoff bei 750 °C gewonnen werden.
{\displaystyle \mathrm {2\ Zr+6\ HF\ \longrightarrow 2\ ZrF_{3}+3\ H_{2}} }
Ebenfalls möglich ist die Darstellung durch Reduktion von (NH4)2ZrF6 mit Wasserstoff bei 650 °C.

## Eigenschaften
Zirconium(III)-fluorid ist ein bläulich-grauer Feststoff, der thermisch bis 300 °C stabil ist. Er ist schwer löslich in heißem Wasser, leicht löslich in heißen Säuren sowie unlöslich in Natronlauge und Ammoniaklösung. Seine Kristallstruktur entspricht der von Rhenium(VI)-oxid.